# 민생회복 소비쿠폰
민생회복 소비쿠폰은 대한민국 행정안전부가 고물가에 따른 민생 부담을 완화하고, 지역경제를 활성화하기 위해 전 국민에게 지급하는 소비 지원 제도이다. 소비쿠폰은 신용·체크카드, 지역사랑상품권, 선불카드 중 하나로 제공되며, 지급 대상은 소득 수준, 거주 지역에 따라 차등 적용된다. 사용기한 내 지정 가맹점에서만 사용 가능하며, 기한이 지나면 잔액은 환수된다.

## 지원 대상
- 2006년 12월 31일 이전 출생자
- 외국인 중 일부(영주권자, 결혼이민자 등)는 조건 충족 시 포함
- 1인당 1회 신청 원칙 (세대별 아님)
- 2025년 9월 12일 이전 출생아(단 9월 12일까지 출생신고 후 이의신청을 요청한 경우에만 1차 지급 대상)

## 신청 기간 및 방법

### 신청 기간 및 사용 기한
- 1차 신청: 2025년 7월 21일(월) ~ 9월 12일(금)
- 2차 신청: 2025년 9월 22일(월) ~ 10월 31일(금)
- 사용기한: 1·2차 모두 2025년 11월 30일(일)까지 사용

### 신청 방법
- 온라인: 카드사 앱, 지역사랑상품권 앱, 카드사 홈페이지
- 오프라인: 주소지 주민센터 또는 카드사 제휴 은행 방문
- 찾아가는 신청: 고령자·장애인 등 방문이 어려운 대상
- 국민비서 알림서비스: 네이버, 카카오, 토스 등으로 사전 알림 신청 가능
- 미성년자의 경우 법정 보호자(부모 등)가 대리 신청

### 신청 출생연도 끝자리
민생회복지원금 신청하실 때, 2025년 7월 21일부터 7월 25일까지 출생연도 끝자리 요일제 적용된다. (예시: 8"?"MMDD(출생년월일))
- 7월 21일 월요일 = 1, 6
- 7월 22일 화요일 = 2, 7
- 7월 23일 수요일 = 3, 8
- 7월 24일 목요일 = 4, 9
- 7월 25일 금요일 = 5, 0

### 신청 모두 가능
민생회복지원금 신청하실 때, 출생연도 끝자리 요일제 관계없이 2025년 7월 26일부터 9월 12일까지 모두 가능할 수 있다.

### 대리 신청 시 필요 서류
- 보호자 신분증
- 가족관계증명서 또는 주민등록등본
- 온라인 신청 시 공동인증서 필수

## 지급 금액
| 구 분                                      | 상위 10%               | 일반국민               | 차상위·한부모가족      | 기초수급자             |
| ------------------------------------------ | ---------------------- | ---------------------- | ---------------------- | ---------------------- |
| 1차 선지급 (비수도권/농어촌 인구 감소지역) | 15만원 (+3만원/+5만원) | 15만원 (+3만원/+5만원) | 30만원 (+3만원/+5만원) | 40만원 (+3만원/+5만원) |
| 2차 추가지급                               | -                      | +10만원                | +10만원                | +10만원                |
| 합계 (비수도권/농어촌 인구 감소지역)       | 15만원 (18만원/20만원) | 25만원 (28만원/30만원) | 40만원 (43만원/45만원) | 50만원 (53만원/55만원) |

※ 비수도권(서울·경기·인천 제외) 또는 농어촌 인구감소지역 거주자는 3만~5만원 추가 지급

## 사용 지역
- 주소지 기준: 광역시·특별시 거주자는 시 전체, 시·군 거주자는 해당 지역 내에서만 사용
- 이사 시 전입신고 완료하면 사용지역 변경 가능 (신용·체크카드 방식에 한정)

## 사용처

### 사용 가능 업종
- 전통시장, 동네마트
- 식당, 미용실, 안경점, 학원 등
- 연 매출 30억 원 이하 가맹점

### 사용 불가 업종
- 대형마트, 백화점, 프랜차이즈 직영점
- 유흥업소, 귀금속점, 복권방, 대형 전자제품 매장
- 온라인 플랫폼: 쿠팡, 배달앱(배민·요기요 등 일부 예외 있음)
- 기업형 슈퍼마켓(SSM), 면세점 등

## 관련 링크
- 행정안전부 민생회복 소비쿠폰 안내
- 국민비서 사전알림 신청 (ips.go.kr)
- 지역사랑상품권 통합 플랫폼 (내고장알리미)
- 민생회복 소비쿠폰 신청 가이드 (Teslay)
- 미성년자 자녀 민생회복지원금 (Routinelab)

## 같이 보기
- 재난지원금
- 복지로